# Signes (Var)
Signes é uma comuna francesa na região administrativa da Provença-Alpes-Costa Azul, no departamento de Var. Estende-se por uma área de 133,1 km². Em 2010 a comuna tinha 2 936 habitantes (densidade: 22,1 hab./km²).